# Xiangtang (socken i Kina, Hunan)
Xiangtang (kinesiska: 响塘, 响塘乡) är en socken i Kina. Den ligger i provinsen Hunan, i den södra delen av landet, omkring 29 kilometer sydväst om provinshuvudstaden Changsha. Antalet invånare är 50906. Befolkningen består av 24 648 kvinnor och 26 258 män. Barn under 15 år utgör 14,0 %, vuxna 15-64 år 73 %, och äldre över 65 år 12,0 %.
Genomsnittlig årsnederbörd är 1 784 millimeter. Den regnigaste månaden är maj, med i genomsnitt 354 mm nederbörd, och den torraste är oktober, med 38 mm nederbörd.